# Saw 6
Saw 6 je americko-australsko-britsko-kanadský hororový film z roku 2009, který režíroval Kevin Greutert. Jedná se o 6. díl v této úspěšné sérii.

## Děj
Detektiv Strahm neuspěl ve hře, kterou mu Jigsaw a jeho komplici připravili, a zemřel. Jeden z kompliců, detektiv Mark Hoffman, nyní vybral další oběti, z nichž některé čeká nepříjemný osud. Vše se ovšem Hoffmanovi vymkne z rukou, když od manželky nyní mrtvého Jigsawa, která jej na konci současné hry zajme, zjistí, že sám Hoffman je jednou z Jigsawových posledních obětí.